# فاي كويل
فاي كويل (بالإنجليزية: Fay Coyle)‏ (1 أبريل 1933 بديري في أيرلندا الشمالية - 30 مارس 2007 بديري في أيرلندا الشمالية) هو لاعب كرة قدم أيرلندي شمالي في مركز الهجوم، شارك في كأس العالم 1958. وشارك مع منتخب أيرلندا الشمالية لكرة القدم. أما مع النوادي، فقد لعب مع ديري سيتي ونادي كوليرين ونوتينغهام فورست.

## وصلات خارجية
- فاي كويل على موقع الاتحاد الدولي (مؤرشف)  (الإنجليزية)
- فاي كويل على موقع قاعدة بيانات كرة القدم.إي يو (الإنجليزية)
- فاي كويل على موقع ناشيونال فوتبول تيمز (الإنجليزية)
- فاي كويل على موقع عالم كرة القدم.نت (الإنجليزية)